# Turistični vodnik
Turistični vodnik je oseba, ki obiskovalcem v jeziku, katerega so si izbrali, interpretira kulturno in naravno dediščino kraja in okolja, vodi oglede po muzejih ter drugih pomembnih znamenitostih. Turistični vodnik ima običajno specifična znanja okolja, ki jih potrdi lokalna oblast.

## Zgodovina
Prvi organizator potovanj je v Angliji začel poslovati leta 1758. Potovanje za užitek, se je v Evropi začelo v 1840-ih, ko je Thomas Cook začel voditi turneje po Evropi. Do leta 1850 so železniške ture že obratovale. Sodobni organizatorji potovanj, ki organizirajo skupinske oglede in potovalne pakete, segajo v sredino 19. stoletja in imajo najverjetneje svoje korenine kot agenti za vozovnice za parne vlake. Poleg prodaje prehoda so bili agenti na koncu pozvani, da razvijejo poti in zagotovijo nastanitev za svoje bogate stranke. Iz tega je zrasel organiziran posel prodaje načrtovanih izletov skupinam popotnikov. V 30. letih dvajsetega stoletja je veletrgovina še naprej rasla, vendar se je to zgodilo počasi, saj udobna in cenovno ugodna sredstva za prevoz potnikov niso bila razširjena, potovanja pa draga. Obdobje po drugi svetovni vojni, ki se je začelo v poznih 40. in zgodnjih 50. letih dvajsetega stoletja, je predstavljalo dramatično prelomnico za industrijo ponudnikov potovanj. Uvedba sodobnih komercialnih letal na dolge razdalje in razvoj sistema meddržavne avtoceste sta odprla potovanje na dolge razdalje za milijone popotnikov srednjega razreda. K temu dodamo rast nizkocenovnih letalskih prevoznikov ter povečan dostop do letališč in možnost cenejšega potovanja. Mediji so popularizirali vidike turnej in jih postavili dostopne javnosti, kar je pripomoglo k povečanju števila popotnikov. Danes je v tej državi več kot 600 organizatorjev potovanj in na stotine v drugih državah. Večina jih gredo na veletrgovino, to je, da jih prodajo preko potovalnih agencij ali prodajo neposredno preko interneta. Tudi v današnjem dnevu interneta, kjer lahko popotniki lažje ustvarijo lastne poti, imajo turistični ponudniki še vedno prednost večjih nakupov, ki zmanjšujejo stroške, in notranjega poznavanja prodajalcev in destinacij.

## Turistični vodniki v Sloveniji
Delo turističnega vodnika lahko opravljajo le posamezniki, ki imajo izpit pri Turistično gostinski zbornici Slovenije ter so vpisani v Register turističnih vodnikov pri Turistično gostinsko zbornici Slovenije in, če želijo delo opravljati kot samostojni podjetniki, morajo svojo dejavnost ustrezno registrirajo. Za opravljanje izpita je potrebno imeti zaključeno najmanj srednjo strokovno izobrazbo V. stopnje, katerekoli smeri. Pogoj za opravljanje izpita pa je tudi znanje vsaj enega tujega jezika na nivoju V. stopnje strokovnega izobraževanja.
Turistični vodniki lahko vodijo skupine turistov na območju celotne države Republike Slovenije in na območju vseh držav članic EU pod določenimi pogoji. Od Turistično gostinske zbornice Slovenije poleg Potrdila o opravljenem izpitu in Potrdila o vpisu v Register turističnih vodnikov pridobijo tudi plastične izkaznice z barvno fotografijo v slovenščini in angleščini. Na njih se letno podaljšuje veljavnost z ustrezno nalepko letnice. Izkaznico z ustrezno nalepko letnice za tekoče leto morajo vedno  nositi na vidnem mestu med opravljanjem poklica turističnega vodnika. Stroški skupaj znašajo okrog 200 evrov. Dejavnosti turistični vodnik ne sme samostojno opravljati, če je ni ustrezno registrirana. Če želi biti sam svoj šef, mora odpreti svoje podjetje, s. p. ali d. o. o.. V kolikor je redno zaposlen, lahko izbere tudi popoldanski s. p.. 

## Razlika med turističnim vodnikom in lokalnim turističnim vodnikom
Medtem ko lokalni turistični vodniki lahko vodijo le na svojem označenem območju (ponavadi je to območje ene občine ali več sosednih občin skupaj, če so med seboj dogovorjene za enotno ureditev lokalnega turističnega vodenja), turistični vodniki z opravljenim izpitom na Turistično gostinski zbornici Slovenije lahko vodijo brez omejitev na posamezna območja, saj je izpit za turističnega vodnika na nacionalni ravni širše veljaven od izpita lokalne skupnosti za lokalnega turističnega vodnika. O dodatnem najemanju lokalnih turističnih vodnikov odločajo organizatorji potovanj oziroma turistične agencije, ki imajo pravico do izbire, ali bo turistični vodnik, ki je ves čas na poti s skupino turistov, vodil tudi v vsakem posameznem kraju, ali pa bodo angažirali  tudi lokalne turistične vodnike zaradi kakovostnejše  izvedbe programa potovanja, saj lokalni turistični vodnik najbolje pozna značilnosti in dušo določenega kraja.

## Prihodnost turističnih vodnikov- audio ogled
Avdio ogled ali zvočni vodnik ponuja posneti komentar, običajno prek ročne naprave, za obiskovalce (najpogosteje muzejev). Na voljo so tudi za samo vodene oglede lokacij na prostem, ali kot del organiziranega ogleda. Zagotavlja ozadje, kontekst in informacije o stvareh, ki jih gledate. Zvočni vodniki so pogosto v večjezičnih različicah in so lahko na voljo na različne načine. Nekatere bolj izpopolnjene turneje lahko vključujejo izvirno glasbo in intervjuje. 
Tradicionalno jih najamemo na kraju samem, v zadnjem času pa jih lahko prenesemo tudi iz interneta ali so na voljo prek mobilnih aplikacij. Nekateri zvočni vodniki so brezplačni ali vključeni v vstopnino, druge je treba kupiti posebej.